# Z-16弗里德里希·埃科尔特号驱逐舰
Z-16“弗里德里希·埃科尔特”号（德語：Z 16 Friedrich Eckoldt）是德国国家海军暨战争海军于1930年代中期建造的十六艘1934级驱逐舰之一，得名于在一战中阵亡的V-48号鱼雷艇艇长、德意志帝国海军上尉弗里德里希·埃科尔特。该舰于1935年11月4日开始在汉堡的布洛姆与福斯船厂铺设龙骨，1937年3月21日下水，至1938年7月28日交付使用。
第二次世界大战爆发之初，Z-16号先是被派往封锁波兰海岸，但不久便被转移到德意志湾布设防御性雷区。1939年末至1940年初，该舰在英国海岸附近多次成功布雷，共导致21艘商船沉没。它还参与了挪威战役的早期阶段，于1940年4月上旬将部队运送到特隆赫姆地区，继而于同年晚些时候移驻德占法国。1940年末，Z-16号返回德国进行改装，并于1941年6月作为德国入侵苏联的“巴巴罗萨行动”准备工作的一部分被转移到挪威。它在战役开始时花了一些时间在苏联水域进行破交巡逻，但总体上收效甚微。同年晚些时候，该舰又在北极护送了许多行经的德国船队。1942年，Z-16号主要负责在德国重巡洋舰进行破交袭击的开始和结束阶段为其提供护航。该舰也是同年12月31日在挪威北角附近袭击JW-51B号护航船队的德国水面部队的一份子。行动期间，在击沉了英国扫雷舰悬钩子号后，Z-16号将英国轻巡洋舰谢菲尔德号误认作是己方重巡洋舰希佩尔将军号，并在对方开火时大吃一惊。该舰全体官兵未及还击，便跟随舰只沉入海底。

## 设计
Z-16“弗里德里希·埃科尔特”号的水线长和全长分别为114米和119米，有11.3米的舷宽以及最大4.23米吃水深度；其设计排水量为2,239吨，满载时则可达3,165吨。该舰由两台瓦格纳齿轮传动蒸汽轮机提供动力，各负责驱动一副直径为3.25米的三叶螺旋桨。过热蒸汽则由六台本森强制循环锅炉供应，这使得它在70,000匹軸馬力（52,000千瓦特）额定功率下的设计航速为36節（67每小時）。Z-16号最多可贮存752吨燃料油，理论上能够以19節（35每小時）的速度的巡航4,400海里（8,100），但实际它在运用过程中重心过高，30%的燃料必须作为压舱物保留在舰内。事实证明，19节航速时的有效行程仅为1,530海里（2,830）。舰只的标准船员编制为10名军官和315名水兵，在担任区舰队旗舰时还可额外增加4名军官和19名水兵。
该舰装备有五门127毫米34式速射炮，架设在带有炮挡的单装炮座上。其中舰艛的前后各有两门采用背负式布置，第五门则安装在后部舰艛的顶端，并从前到后编为1至5号。防空武器由安装在与后部烟囱并排的一对双联装炮座上的四门37毫米30式速射炮和六门单座20毫米30式高射炮组成。此外，该舰还在中心线上的两个四联装动力操纵式底座上安装有八具533毫米鱼雷发射管，每个底座配备一对重新装填装置。四个深水炸弹发射器则安装在艉后部甲板室的侧面，再辅以舰艉两侧的六具单装深水炸弹支架，合共可携带32或64枚炸弹。布雷轨道安装在后甲板，最多可贮存60枚水雷。到1939年底，舰上还安装了一套称为“群听装置”的被动式水听器用于探测潜艇，并安装了
主动式声纳系统。

## 历史
Z-16“弗里德里希·埃科尔特”号得名于1916年5月31日指挥V-48号鱼雷艇在日德兰海战中阵亡的前德意志帝国海军上尉弗里德里希·埃科尔特。它于1935年1月9日由德国国家海军所订购，自同年11月4日开始在汉堡的布洛姆与福斯船厂铺设龙骨，建造序列为505。该舰于1937年3月21日下水，至1938年7月28日竣工。随后，它作为第3驱逐支舰队的一份子参加了1938年8月举行的海上阅兵。1939年3月23日至24日，当德国宣布占领梅默尔时，Z-16号成为护送阿道夫·希特勒搭乘装甲舰德国号前往立陶宛的驱逐舰之一。它还参加了在地中海西部举行的春季舰队演练，并于4月和5月多次访问西班牙和摩洛哥港口。
当第二次世界大战于1939年9月爆发时，Z-16号最初被部署在接近丹麥的波罗的海对抗波兰海军并执行对波兰的封锁，但不久便被转移到德意志湾，与其姊妹舰一同在那里布设防御雷区。10月，它还在斯卡格拉克海峡巡逻，以查验来往的中立国船舶是否有搭载违禁品。10月17日至18日夜间，时任鱼雷艇首长的海军少将京特·吕特晏斯搭乘其旗舰Z-21“威廉·海德坎普”号，率领Z-16号、Z-17“迪特尔·冯·勒德尔”号、Z-18“汉斯·吕德曼”号、Z-19“赫尔曼·金内”号和Z-20“卡尔·加尔斯特”号前往亨伯河口附近布设雷区。英国人不知道雷区的存在，就此损失了七艘商船，共计25,825总吨。11月18日至19日晚，Z-16号与Z-10“汉斯·洛迪”号又在海军中校埃里希·拜的旗舰Z-15“埃里希·施泰因布林克”号的指挥下，前往亨伯河口附近布设了另一个雷区，再导致七艘、共计38,710总吨的船舶沉没，其中包括万吨级的波兰远洋客轮毕苏斯基号。
1940年1月6日至7日晚，Z-16号、Z-14“弗里德里希·伊恩”号和Z-15号在泰晤士河口附近布设了另一片由170枚磁性水雷组成的雷区。英国驱逐舰格伦维尔号和六艘商船（共计21,617总吨）均在这片雷区中沉没，另一艘商船则受损。驱逐舰首长、海军准将弗里德里希·邦特于1月10夜晚重新率领Z-16号、Z-4“理夏德·拜岑”号、Z-14号、Z-20号、Z-21号和Z-22“安东·施米特”号，共同出击前往纽卡斯尔水域布雷。期间Z-14号的锅炉发生故障，使其最大航速降至27節（50每小時），不得不由Z-4号护送回德国。最终这个雷区仅造成一艘251吨重的拖网渔船沉没。2月9日至10日，Z-16号、Z-3“马克斯·舒尔茨”号和Z-4号又在哈里奇附近的希普沃什水域布设了110枚磁性水雷，共造成六艘总注册吨位达28,496吨的船舶触雷沉没，以及一艘受损。2月22日，Z-16号在试图前往多格滩拦截英国拖网渔船群的“维京行动”中担任旗舰，行动期间有两艘德国驱逐舰沉没，造成了重大人员伤亡——其中一艘在一条据称没有水雷的航道中撞上了英国人新布设的水雷，另一艘则遭到德国空军的误炸。
在1940年4月“威悉演习行动”的挪威战役期间，该舰被编入第二集群，任务是运送第3山地师的第139山地猎兵团与重巡洋舰希佩尔将军号一同攻占特隆赫姆。这些舰只于4月6日开始装载部队，并于第二天启航。Z-16号的左舷螺旋桨轴在通过易北河口后不久便开始过热，不得不减速。它设法修复了这个问题，并在当天晚些时候加入了主体。该舰护送希佩尔将军号进入特隆赫姆峡湾，两者都在抵达特隆赫姆港湾后卸下部队。由于补给舰未能如期到来，所有德国舰艇在长途航行后都遇到了燃料不足的窘况。希佩尔将军号奉命于4月10日回国，Z-5“保罗·雅各比”号和Z-8“布鲁诺·海涅曼”号遂将所剩燃料转移至Z-16号，以便让后者为巡洋舰提供反潜护航。但事实证明，在波涛汹涌的海面上，这艘较小的驱逐舰无法赶上希佩尔将军号的速度，因此被迫返航。两天后，德军在特隆赫姆找到了足够的燃料，使Z-16号和Z-8号得以于4月14日启航，并于翌日平安无事地抵达德国。
9月初完成改装后（此时舰桥上方可能已安装FuMO-21或FuMO-24型雷达），Z-16号于9月9日跟随新成立的第5驱逐区舰队移驻德占法国。9月28日至29日夜间，此时以布雷斯特为驻地的第5区舰队在法尔茅斯湾布设了一个雷区，致使五艘、共计仅2,026总吨的船舶沉没。Z-16号于10月9日至10日夜间遭到隶属英国舰队航空兵第812中队的剑鱼式鱼雷轰炸机袭击，并被炸弹碎片轻微损坏，造成1人阵亡，3人受伤。它于11月5日返回汉堡，在当地接受改装直至12月底。在1941年5月19日至22日护送战列舰俾斯麦号和重巡洋舰欧根亲王号从阿科纳角经特隆赫姆进入北大西洋之前，Z-16号一直在波罗的海进行训练。接下来的一个月，它又负责护送试图突破英国封锁的装甲舰吕措号从基尔前往挪威。几架英国博福特式鱼雷轰炸机在途中发现了吕措号及其护航舰，其中一架于6月13日清晨出其不意地发射鱼雷击中了装甲舰。Z-16号只得对吕措号实施拖曳，直到后者设法重新启动右舷发动机并依靠自己的动力前进。
作为此时第6驱逐区舰队的一份子，Z-16号于6月20日与Z-7“赫尔曼·舍曼”号和Z-20号一同启程前往挪威的卑尔根，直到7月4日，当Z-7号的主给水泵修复完毕，区舰队余下的Z-4号和Z-10号才抵达。全部五艘驱逐舰均于7月10日移驻希尔克内斯。它们于7月12日进行了首次破交巡逻，但直到第二天夜里才有所收获。当时第6区舰队发现一支苏联小型船队，并击沉了其中的两艘，却消耗了八成的弹药。当德国舰群返回港口时，则遭到了几架飞机的袭击，Z-16号声称击落了其中一架。第二次巡逻于7月22日展开，但只有一艘苏联船舶被击沉，而德国驱逐舰则在数次空袭中毫发无损。7月29日，当英国航空母舰胜利号和暴怒号袭击佩察莫和希尔克内斯时，第6区舰队尚在遥远的东方，无法赶在英国舰只离开该地区之前拦截它们。德国驱逐舰群还于8月9日闯入科拉湾，击沉了一艘苏联小型巡逻艇。Z-16号在行动中被一架飞机跨射命中，损坏了它的舵机和右舷发动机。这一损坏得到临时修复，但该舰仍受命前往纳尔维克进行更彻底的维修。工程完结后，Z-16号继续留在北极执行护航任务。它于10月12日在特罗姆瑟被一艘挪威货船意外撞击，10月22日在特隆赫姆的浮动船坞接受了临时维修，然后被送回国进行更长期的维修，并于11月9日抵达基尔。
1942年4月15日，Z-16号完成了修复和保养，继而一直进行训练，直到6月11日尝试驶向挪威。它在途中又出现了更多的发动机问题，不得不返航维修。该舰于7月9日抵达特隆赫姆，为轻巡洋舰科隆号提供护航；途中两者都在斯卡格拉克海峡的入口处布下了水雷。Z-16号继续前行，于7月18日到达纳尔维克。在8月的“仙境行动”期间，它连同Z-4号和Z-15号在装甲舰舍尔将军号执行攻击卡拉海的苏联船只的任务开始和结束阶段为其护航。它们还在8月中旬负责护送布雷舰乌尔姆号前往热拉尼亚角周边布设雷区。10月13日至15日，Z-16号、Z-4号、Z-27号和Z-30号在卡宁半岛的白海出海口附近布下水雷，导致苏联破冰船阿纳斯塔斯·米高扬号沉没。三周后，同样的四艘驱逐舰于11月初又护送希佩尔海将军号试图拦截独自驶向苏联港口的盟军商船。

### 巴伦支海海战
在12月下旬的“彩虹行动”期间，德国人为了拦截从英国驶往苏联的JW-51B号护航船队，由Z-16号、Z-4号和Z-29号护送希佩尔将军号负责牵制对方的护航舰，而吕措号和另外三艘驱逐舰则主责发动攻击。前一组驱逐舰与希佩尔将军号分开进行搜寻，于12月31日上午顺利找到船队，从而引发巴伦支海海战。当德舰在8,000米的范围内开火时，英国驱逐舰顽固号相继发现了它们，并接近调查。顽固号随即在没有受到任何伤害的情况下掉头重新加入船队，德国驱逐舰也未继续追击，因为它们接到了与希佩尔将军号会合的命令。在进行机动以靠近船队的过程中，德国人发现了英国扫雷舰悬钩子号，它于早前从船队中分离出来搜寻掉队的船只，驱逐舰遂奉命将其击沉，而希佩尔将军号则与护航船队交战。在能见度很低的情况下，这花费了一些时间；与此同时，由英国轻巡洋舰谢菲尔德号和牙买加号组成的掩护部队突然现身使希佩尔将军号感到惊讶。击沉悬钩子号之后，Z-16号和Z-4号试图重新与希佩尔将军号会合，却不知英国巡洋舰就在附近。当它们在4,000米的射程内发现对方时，又将谢菲尔德号与希佩尔将军号混淆了。正值错愕之际，谢菲尔德号利用所有火炮向距离最近的Z-16号开火。后者在不到两分钟的时间里便断成两截，连同全体官兵一起沉入海底；Z-4号则毫发无损地逃脱了。